# Stora Pulsarv
Stora Pulsarv är en sjö i Hudiksvalls kommun i Hälsingland och ingår i Harmångersån-Delångersåns kustområde. Sjön har en area på 0,0568 kvadratkilometer och ligger 20 meter över havet.

## Delavrinningsområde
Stora Pulsarv ingår i det delavrinningsområde (684462-158832) som SMHI kallar för Rinner mot N M Bottenhavets kustvatten. Medelhöjden är 35 meter över havet och ytan är 6,76 kvadratkilometer. Det finns inga avrinningsområden uppströms utan avrinningsområdet är högsta punkten. Avrinningsområdets utflöde mynnar i havet, utan att ha någon enskild mynningsplats. Avrinningsområdet består mestadels av skog (91 procent). Avrinningsområdet har 0,11 kvadratkilometer vattenytor vilket ger det en sjöprocent på 1,6 procent.